# Don Smith (cestista 1910)
Donald Heddeus Smith, detto Don (Pittsburgh, 8 ottobre 1910 – Pittsburgh, 27 gennaio 1994), è stato un cestista statunitense, professionista nella NBL.

## Carriera
Giocò per due stagioni nella NBL, disputando complessivamente 14 partite con 3,9 punti di media.